# Kutre Dulecha
Kutre Dulecha (ur. 22 sierpnia 1978) – etiopska lekkoatletka, odnosząca największe sukcesy w biegu na 1500 metrów.

## Sukcesy
- brązowy medal Mistrzostw Świata Juniorów w Lekkoatletyce (bieg na 800 m Lizbona 1994)
- złoto bieg na 1500 m i brąz bieg na 800 m Igrzysk afrykańskich (Harare 1995)
- złoty medal na Mistrzostwach Świata Juniorów w Lekkoatletyce (bieg na 1500 m Sydney 1996)
- brąz (indywidualnie) i srebro (drużynowo) podczas Mistrzostw świata w biegach przełajowych (Marrakesz 1998)
- 2. miejsce w Finale Grand Prix IAAF (bieg na 1500 m Moskwa 1998)
- brązowy medal podczas Mistrzostw Świata w Lekkoatletyce (bieg na 1500 m Sewilla 1999)
- złoto Igrzysk afrykańskich (bieg na 1500 m Johannesburg 1999)
- złoto (indywidualnie) oraz srebro (w drużynie) na Mistrzostwach świata w biegach przełajowych (Vilamoura 2000)
- 4. miejsce w Igrzyskach Olimpijskich (bieg na 1500 m Sydney 2000)
- 2. miejsce podczas Finału Grand Prix IAAF (bieg na 1500 m Doha 2000)
- złoto Igrzysk afrykańskich (bieg na 1500 m Abudża 2003)
- złoty medal Halowych Mistrzostw Świata w Lekkoatletyce (bieg na 1500 m Budapeszt 2004)
- zwycięstwo w Maratonie w Amsterdamie (2005)

## Rekordy życiowe
- bieg na 800 metrów (stadion) – 1:59,37 (1999)
- bieg na 1500 metrów – 3:58,43 (1998) były rekord Etiopii
- półmaraton – 1:10:54 (2005)
- bieg maratoński – 2:30:06 (2005)
- bieg na 800 metrów (hala) – 1:59,17 (1999) były rekord Etiopii
- bieg na 1500 metrów (hala) – 4:01,90 (2004) 10. wynik w historii światowej lekkoatletyki
- bieg na milę (hala) – 4:23,33 (2001) aktualny rekord Etiopii, 8. wynik w historii światowej lekkoatletyki